# Наука у Швеції
Наука у Швеції — наука у Швеції завдячує своїм розвитком талантам свого народу, шведській освіті та педагогіці. Шведський народ зробив значний внесок у розвиток і світової науки.

## Історія
На становлення науки у Швеції вплинув натураліст Карл Лінней, що заснував в 1739 р. Королівську академію наук і став першим її президентом. Лінней визнаний «батьком» сучасної систематики величезного світу тварин і рослин. Сам Лінней відкрив і описав понад тисячу видів рослин Скандинавії.
- Сучасник Ліннея, астроном і фізик Андерс Цельсій, творець найстарішої у Швеції астрономічної обсерваторії в Уппсалі, увічнив своє ім'я введенням стоградусної шкали для термометрів.
- У розвиток хімії великий внесок зробили Єнс Якоб Берцеліус, який розвинув електрохімічну і атомістичну теорії, створив наукову мінералогію на основі хімії, і Сванте Август Арреніус, відомий перш за все як автор теорії електролітичної дисоціації. Роботи цих шведських хіміків високо цінував Д. І. Менделєєв. Світову популярність одержало ім'я Альфреда Нобеля, який винайшов динаміт і заснував Нобелівську премію. Основну частину свого заробітку Нобель пожертвував фондові, з коштів якого щорічно присуджують Нобелівські премії. Вручення премій відбувається у Стокгольмі й Осло 10 грудня, в день смерті вченого.
- В історії техніки відоме ім'я Джона Ерікссона, конструктора перших суднових гвинтів, пароплавів і паровозів. У роки Громадянської війни в США він побудував перший броньований корабель з обертовою гарматною вежею. Цей корабель, названий «Монітор», сприяв перемозі сіверян над жителями півдня на морі. Інженер Густаф де Лаваль винайшов парову турбіну і сепаратор, який зробив революцію в молочній промисловості та інших технологічних процесах.
- В історію дослідження Арктики увійшли імена мужніх шведських полярників. Ерік Норденшельд після подорожей по Шпіцбергену і Гренландії зацікавився проблемою освоєння Північного морського шляху. У 1878–1879 рр. він на пароплаві «Вега» вперше проплив з Атлантичного океану в Тихий океан уздовж берегів Сибіру. Іменем Норденшельда названий архіпелаг островів в Карському морі. Соломон Андре в 1897 р. першим спробував досягти Північного полюса на повітряній кулі «Орел» власної конструкції, але на шляху до мети повітроплавець загинув. Ім'я відважного аеронавта увічнене в назві одного з півостровів архіпелагу Шпіцберген — Земля Андре.

## Суспільні науки

### Філософія
Зародження самостійної світської філософії у Швеції відбулося у XVII столітті, коли почався процес секуляризації культурного життя. Першим визначним шведським філософом і поетом був Г. Шерн'єльм, у працях якого еклектично з'єднуються ідеї піфагореїзму, неоплатонізму, натурфілософії Відродження і інше. Проти середньовічної схоластики виступили прихильники P. Декарта, котрий в 1649 р. переселився до Стокгольму. Раціоналістичні ідеї в галузі етики і теорії пізнання розвивав А. Рюделіус. У XVIII столітті широке поширення одержали ідеї матеріалістичного емпіризму і сенсуалізму (П. Крішернін, M. Фремлінг, К. Г. Леопольд, H. фон Розенштейн). Близький до просвітництва T. Турільд, полемізував з кантіанством з позицій «динамічного пантеїзму». Е. Сведенборг перейшов від механістично-матеріалістичних поглядів у 1-й період своєї діяльності до містичної філософії (з 40-х рр. XVIII ст.). Д. Боетіус — перший послідовник Е. Канта у Швеції — поклав початок повороту від сенсуалістичних і матеріалістичних течій (в дусі англійських і французьких мислителів) до німецької ідеалістичної філософії. Видним представником кантіанської філософії був Б. Хьойєр. У 1-й половині XIX століття філософська думка Швеції перебувала під впливом романтизму (течії «фосфористої» і «йотицизму»). Видатний шведський історик і поет Ерік Геєр був також самобутнім філософом, еволюціонував у своїх соціальних поглядах від консервативно-романтичних поглядів до ідей лібералізму і демократизму, чию філософську особистість «як специфічно шведську форму ідеалізму» розвивали H. Біберг, С. Груббе і особливо К. Я. Бострем, погляди яких носили спекулятивно-теїстічний характер. На початку XX століття позначилася криза спекулятивних систем (насамперед бостремізму), зростаючий інтерес був до позитивізму та експериментальної психології. Одні з учнів Бострема перейшли на позиції неокантіанства і філософії життя (В. Норстрем), а інші — логічного позитивізму (П. Вікнер). В 1910 р. склалася нова «Уппсальська школа», яка являла собою ранню форму логічного позитивізму. Засновники цієї школи А. Хегерстрем і А. Пален випередили в основних рисах ідеї «Віденського гуртка». Виразником антипозитивістських настроїв відомої частини шведських учених, поетів і письменників був X. Ларсон, що піддав критиці теорію нігілізму Хегерстрема і розвивав вчення про інтуїцію в раціоналістичному дусі. Проблеми аксіології розробляв А. Ваннерус. Близький до А. Бергсона шведський історик філософії Е. Ландквіст. Після Другої світової війни у Швеції посилився процес інтеграції філософії на базі неопозитивізму (А. Ведберг, К. Марк-Вогау, M. Морітц, І. Сегельберг, І. Хеденіус та інші). Великого поширення набули емпірична соціологія і психологія. Г. Аспелін досліджував історію ідей в їх зв'язку з соціальним середовищем. Спробу вийти за вузькі рамки позитивістських концепцій зробив в соціології T. Сегерстедт. Неопозитивістській «філософії науки» протистояла неопротестантська «філософія людини», багато представників якої мали вплив принципів логічного аналізу (А. Нюгрен, T. Сімонсон та інші).
Проникнення марксизму у Швецію почалося в середині XIX ст. і посилився з 1980-х рр. (А. Пальм, А. Вермелін та інші). Методи історичного матеріалізму і наукового комунізму вперше були застосовані до аналізу соціальних умов Швеції в працях А. Данієльсона. Зі створенням компартії Швеції (1917 р.) загострилася боротьба двох концепцій соціального розвитку — марксистської (С. X. Ліндерут та інші) і реформістської (К. Я. Брантінг і інші). Сучасна марксистська теоретична думка характеризується інтересом до актуальних соціальним проблемам: зміни в соціально-класовій структурі шведського суспільства, питання про союзників робітничого класу, шляхи переходу від капіталізму до соціалізму, розвиток демократії, єдність робітничого руху та інше. Видається марксистський журнал з суспільних наук «швед. Haften for Kritiska Studier» (з 1968 р.). Центри філософської науки: кафедри філософії університетів в Стокгольмі, Уппсалі, Лунді. Видається філософський журнал «швед. Theoria» (з 1935 р.).

### Історія
У середині XIII ст. у Швеції з'явилися церковні хроніки на латинській мові, в XIV ст. — змістовніші римовані хроніки («Хроніка Еріка» та інші) на давньо-шведській мові. Перший відомий історик Швеції — професор богослов'я Уппсальского університету Ерік Олаі (XV ст.). У 2-й третині XVI ст. створюють історичні праці шведські історики-гуманісти: діяч лютеранської Реформації Олаус Петрі, брати-архієпископи (шведські католики) Ю. і О. Магнус. У період великодержавія Швеції (XVII — початок XVIII ст.) утворений Державний архів Швеції і заснована посада державного історіографа (1618 р., існувала до 1834 р.; у XVII ст. її займав німець С. Пуфендорф, автор апологетичної історії шведських королів XVII в.), в 1667 р. заснована Колегія старожитностей (близько 1837 р. перетворена в Історичний Музей у Стокгольмі), було завершено оформлення великодержавної концепції походження шведів від народу стародавньої Атлантиди (У. Рудбек). Наприкінці XVII ст. розпочато вивчення скандинавських старожитностей (Ю. Шефферус), видання історичних джерел і спроба їх наукової критики (архієпископ Е. Бенцеліус); в 1710 р. засноване перше у Швеції історичне вчене товариство в Уппсалі.
Шведська просвітительська історіографія XVIII ст. дала світську періодизацію історії країни з найдавніших часів, перші зразки її викладу (У. Далін), а потім і наукового вивчення історичного минулого (Свен Лагербрінг). Створення (1749 р.) статистичного відомства дозволило почати вивчення населення країни, в 1788 р. заснована Академія гуманітарних наук (Стокгольм). Властива історичній науці Швеції епохи Просвітництва традиція монархізму і ворожнечі до аристократії була сприйнята також романтичним напрямком історіографії, що оформився в 1-й третині XIX ст. в умовах європейської реставрації. Глава цього напрямку — Е. Г. Гейєр. Розквіт створеної ним консервативної Уппсальської історичної школи (її представники — В. Сведеліус, К. Г. Стюффе, Ф. Ф. Карлсон, К. Г. Мальмстрем і інші) припав на 3-ю чверть XIX ст.. Подібно сильно впливав на них німецька історична школа Л. Ранке і малогерманської школи. У шведських істориків також переважав інтерес до політичної історії, в центрі якої стояли шведські королі. У XIX ст. розпочаті найбільші видання національних джерел: оповідних, середньовічних законів і грамот, актів Риксдагу; був заснований ряд історичних товариств (Шведське історичне товариство в 1880 р. й інші), музеї, журнали.

## Природничі та технічні науки
Розвиток природознавства у Швеції пов'язаний із заснуванням перших університетів в Уппсалі й Лунді, відкриттям астрономічних обсерваторій в Уппсалі (1650 р.) і Лунді (1670 р.). У XVIII ст. наука Швеції знаходилася під впливом просвітницьких ідей, які проникали з Франції та Великої Британії. Були засновані Королівське наукове товариство в Уппсалі (1710 р.) і Королівська академія наук у Стокгольмі (1739 р.). Першим президентом академії став К. Лінней (іноземний почесний член Петербурзької Академії наук з 1754 р.), що зробив величезний вплив на становлення науки у Швеції. Лінней створив всеосяжну для свого часу систему природи (опубліковане в 1735 р.), вперше почав послідовно застосовувати бінарну номенклатуру. Академія наук зробила видання першого шведського наукового журналу (з 1739 р.). Один із засновників Академії наук M. Трівальд пропагував у Швеції дослідну фізику, побудував першу в Скандинавії пароатмосферну машину, написав працю з гірничої справи. П. В. Варгентін (іноземний почесний член Петербурзької Академії наук з 1760 р.) заснував Стокгольмську обсерваторію (1753 р.). З працями А. Цельсія пов'язаний початок у Швеції системи наукових робіт в галузі астрономії (він був директором обсерваторії в Уппсалі). Цельсій запропонував стоградусну температурну шкалу. С. Клінгеншерна відомий математичними роботами. П. Артеді розробив систематику риб. Е. Ахаріус створив основи ліхенології. Значних успіхів досягла шведська наука XVIII ст. в галузі хімії. T. У. Бергман удосконалив якісний аналіз К. Шеєле, як майстерний експериментатор виявив марганець, вперше отримав хлор, марганцевокислий калій, гліцерин, ряд кислот та інших сполук, описав спосіб отримання і властивості кисню. А. Ф. Кронстедт розробив класифікацію мінералів на основі їх хімічних властивостей («Досвід опису царства мінералів» 1758 р.), відкрив нікель. У XVII—XVIII століттях помітний розвиток одержали технологія металургії та металообробного виробництва, військове суднобудування, виготовлення холодної і вогнепальної зброї. Значний вплив на розвиток техніки, гірничої справи і металургії надав у XVIII ст. К. Польхем.

## Наукові установи
В області науково-дослідних і досвідно-конструкторських робіт (НДДКР) важливу ролю відіграє шведська держава, котра після Другої світової війни почала проводити координовану політику в сфері наукових досліджень. Координацію наукової діяльності та проведення науково-технічної політики здійснює створена в 1962 р. Консультативна рада з науки, очолювана прем'єр-міністром і включає міністрів освіти, фінансів, промисловості, сільського господарства, оборони, представників провідних промислових фірм і найвидатніших вчених. Міністерство освіти керує науково-дослідною діяльністю університетів і технічних вузів, інші міністерства відповідають за конкретні галузі НДДКР, здійснюваних державою і приватними науково-дослідних організаціями. Керівні функції розвитку НДДКР виконують 7 державних науково-дослідних рад: з природничих, технічних (Управління технічного розвитку), медичних, з сільсько-господарських і лісових, гуманітарних й соціальних наук, з атомних досліджень. Відбором важливих проєктів займається спеціальний орган — Науково підготовча комісія.
Завданням Королівської Академії наук (заснованої в 1739 р., що мала у 1975 р. 160 членів і 120 іноземних членів) — є сприяння розвитку математики і природничих наук, організація конгресів, симпозіумів, зв'язок з закордонними та міжнародними науковими центрами, а також присудження Нобелівської премії з фізики та хімії. Академія інженерних наук (заснована в 1919 р. мала 382 членів) виконує організаційну та інформаційну функції в галузі технічних наук, має аташе з науки і техніки при посольствах у США, Японії та в інших країнах. Фундаментальні дослідження проводяться у науков-дослідних центрах і інститутах (НДІ) при університетах та інших вузах. Прикладні НДДКР здійснюють НДІ та конструкторські бюро провідних промислових концернів, а також державні науково-дослідні центри, що працюють під керівництвом міністерств (Дослідний інститут атомної фізики; Авіатехнічний НДІ та інші). З вишів найбільш великим потенціалом володіють університети в Уппсалі, Лунді, Стокгольмі та Чалмерська вища технічна школа в Гетеборзі. Королінський медико-хірургічний інститут у Стокгольмі веде науково-дослідну роботу в галузі медицини і фізіології, присуджує відповідну Нобелівську премію.
Щорічно на науково-дослідну діяльність, у якій зайнято 26 тис. осіб (на момент 1975 р.), витрачається близько 1,5 % валового національного продукту. Загальні витрати на НДДКР оцінюються в 4,2 млрд шведських крон. Приблизно 3/5 цих коштів виділяють приватні промислові компанії та фонди (Валленбергів, Веннер-Грена та інші). Кошти з державного бюджету використовуються на фінансування фундаментальних досліджень, а також НДДКР у військовій, енергетичній та екологічній галузі. У промисловості на НДДКР витрачалося близько 2,7 млрд шведських крон, або близько 3/5 всіх коштів Швеції виділених на науково-дослідну діяльність. Розподіл цих коштів за галузями промисловості склав (у%): електротехніка і радіоелектроніка — 25, транспортне машинобудування — 25, інше машинобудування — 15, металургія — 10, целюлозно-паперова промисловість — 5, хімія — 5, інші галузі — 15. На частку університетів і технічних вузів — понад 1/4 з усіх асигнувань на НДДКР, на державні організації — 1/10. На галузь НДДКР промислових фірм припадало близько 3 % зайнятих у промисловості (21 тис. осіб) і 4 % вартості промислової продукції. З коштів державного бюджету, розподілених через державні науково-дослідні ради, на технічні дослідження було виділено 47 %, на природничі науки — 18, на медичні дослідження — 16, на атомні — 8, на сільсько-господарські і соціальні — 4 % і на гуманітарні — 3 %.